# Црква Свете Тројице у Зладовцу
Црква Свете Тројице у Зладовцу, насељеном месту на територији Општине Трговиште, православни је храм који припада Епархији врањској Српске православне цркве.
Црква посвећена Светој Тројици саграђена је на месту где некада постојао манастир, метох манастира Светог Прохора Пчињског. Године 1890. обновљена је само црква, без конака. Приликом ископавања, нађен је првобитни свети Престо са светим моштима, стар око 700 година, који се сада налази у новом храму.
Црква је обновљена 2013. године, средствима Општине Трговиште и прилозима верника.